# チャンカカス
チャンカカス(Chancacas)は、コロンビアの伝統的なココナッツキャンディーである。太平洋沿いの港町であるバジェ・デル・カウカ県のブエナベントゥーラが原産である。パネラとココナッツから作られる。乾燥したココナッツを用いることもできるが、生のココナッツから作るものが好まれる。チューインガムのような食感で、ライムのゼストやシナモンで風味付けされる。